# HMS Fårösund (16)
HMS Fårösund (16), även MUL 16 är en av svenska marinens minutläggare. Fartyget blev sjösatt 1956 och är systerfartyg till HMS Grundsund (15), HMS Arkösund (12). Uppgiften var att utbilda besättningar och bemanning till de krigsorganiserade minutläggningsdivisionerna, lägga ut övningsmineringar, reparera och lägga om de i fredstid utlagda kontrollerbara mineringar och olika undervattensbevakningssystem inom Kustartilleriet (KA).
Fartyget tillhörde hela tiden KA 3 på Gotland, men utrangerades i början av 1990-talet och såldes.
HMS Öregrund (Mul 18) tillhörde ursprungligen KA 2, men ersatte på 1990-talet Mul 16 på Gotland och bytte namn 1995/1996 (?) till HMS Fårösund. Bilden ovan visar troligen HMS Fårösund (Mul 18). Mul 16 modifierades aldrig enligt projektet "KAMULS" (=KA MinULäggningsSystem, som omfattade bland annat minhanteringssystemet på fördäck och ombeväpning från 40 mm akan m/36 till tung ksp).
Se även Mul 18 - HMS Öresund.
Hon var i tjänst vid Gotlands kustartilleriregemente, KA 3.